# Daisuke Hoshi
Daisuke Hoshi (japanisch 星 大輔 Hoshi Daisuke; * 10. Dezember 1980 in der Präfektur Tokio) ist ein ehemaliger japanischer Fußballspieler.

## Karriere
Hoshi erlernte das Fußballspielen in der Jugendmannschaft von Yokohama Marinos (heute: Yokohama F. Marinos). Seinen ersten Vertrag unterschrieb er 200 bei den Yokohama F. Marinos. Der Verein spielte in der höchsten Liga des Landes, der J1 League. 2000 wechselte er zum Ligakonkurrenten FC Tokyo. Im August 2000 wurde er an den Zweitligisten Omiya Ardija ausgeliehen. Für den Verein absolvierte er fünf Spiele. 2002 kehrte er zu FC Tokyo zurück. Für den Verein absolvierte er neun Erstligaspiele. 2003 wechselte er zum Zweitligisten Montedio Yamagata. Für den Verein absolvierte er 77 Spiele. 2005 wechselte er zum Ligakonkurrenten Kyoto Purple Sanga (heute: Kyoto Sanga FC). 2005 wurde er mit dem Verein Meister der J2 League und stieg in die J1 League auf. Am Ende der Saison 2006 stieg der Verein in die J2 League ab. Für den Verein absolvierte er 64 Spiele. 2008 wechselte er zum Drittligisten Tochigi SC. 2008 wurde er mit dem Verein Vizemeister der Japan Football League und stieg in die J2 League auf. Für den Verein absolvierte er fünf Spiele. 2010 wechselte er zum Drittligisten FC Machida Zelvia. Für den Verein absolvierte er 43 Spiele. Ende 2011 beendete er seine Karriere als Fußballspieler.